# Michele Gordigiani
Michele Gordigiani   (Florència, 29 de maig de 1835 - Florència, 7 d'octubre de 1909) va ser un pintor italià, famòs pels seus retrats.

## Biografia
Michele Gordigiani era fill d'un famós músic florentí (Luigi Gordigiani). Es va casar amb Gabriella Coujère amb qui van tenir tres fills: Isora, Eduardo i Giulietta. Artista precoç, Michele va entrar a l'escola de pintura de Luigi Mussini, dirigida també per l'escultor Giovanni Dupré, a l'edat de deu anys, després d'un aprenentatge en el taller de l'escultor Lorenzo Bartolini. Michele es va formar així mateix en els cursos de nu de Giuseppe Bezzuoli als quals va assistir juntament amb Giovanni Fattori i Vincenzo Lega. Mentre els seus amics Macchiaioli es dedicaven a la pintura en plein air, Michele es va dedicar a perfeccionar la seva tècnica de retrat, i va iniciar així als vint anys una brillant carrera. Era extremadament hàbil en la reproducció del que veia i aquesta habilitat innata, combinada amb la tècnica adquirida i l'elegància en l'execució, es traduïa en uns retrats que satisfeien plenament els gustos dels seus clients. Al principi, Michele va retratar a figures del món de la cultura i de la burgesia florentina i més tard el seu nom va començar a conèixer-se en els cercles internacionals gràcies a la protecció de la Comtessa de Castiglione i del Príncep de Carignano, que li van introduir en la cort dels Savoia.
Michele es va especialitzar en el retrat oficial i, després de retratar a tota la cort de Savoia, la seva fama va traspassar les fronteres de la Itàlia acabada d'unificar i va treballar per a les cases reials de Portugal i Bèlgica i per a la monarquia anglesa. També va pintar el retrat de les reines d'Anglaterra i Sèrbia i a nombrosos aristòcrates de tot Europa.
Convidat a París en 1860 per la seva amiga Virgínia Oldoini, comtessa de Castiglione, va ser molt sol·licitat com a retratista, i entre els seus retratats es trobaven el rei Vittorio Emanuele II, la seva nora, la reina Margarita, i el comte de Cavour. En 1867 va retratar a Londres a la reina Victòria i al seu consort, el príncep Albert.
També va pintar retrats (1898-1899) d'Isabel i del seu espòs Robert Browning, actualment en la National Portrait Gallery. A Londres, va participar en l'exposició de la Royal Society of Arts.
Gràcies a la seva amistat amb Luigi Mussini, va formar part de la comissió del concurs triennal de pintura de l'Institut Sienès d'Art. En aquesta època, entre els seus col·legues i amics es trobaven els escriptors i intel·lectuals Andrea Maffei, Edmondo De Amicis i Enrico Nencioni.
També va pintar temes de gènere costumista, així com mitologia i petits paisatges. Les seves escenes de gènere no van tenir èxit comercial. En 1896 va enviar obres a l'Exposició Florentina d'Art i Flores i a la Segona Biennal de Venècia. Entre els seus alumnes es trobaven Fosco Tricca, Francesca Magliani, Pompeo Massani i Alfredo Müller.
Durant els últims anys del segle xix, Michele Gordigiani va sofrir una misteriosa malaltia que li va impedir treballar. Quan es va recuperar, el pintor va començar una última fase molt productiva. En 1898 va retratar al rei de l'actual Tailàndia i a altres membres de la família reial i de la cort. A l'any següent se'n va anar a Nova York, on ja era molt conegut, per a treballar en l'estudi que havia obert el seu fill Eduardo Gordigiani a les torres del Carnegie Hall i va continuar treballant per encàrrec fins a la seva mort, a Florència, el 7 d'octubre de 1909.